# Trolleybus de Winterthour
Les trolleybus de Winterthour (en alémanique : Trolleybussystem Winterthur) font partie du réseau de transports en commun de la ville de Winterthour, dans le canton de Zurich en Suisse. Mis en service en 1938, le réseau de trolleybus a graduellement remplacé l'ancien tramway de Winterthour.

## Lignes
Le réseau comprend les trois lignes suivantes :
|   | Terminus                         | Fréquence et habillage en heure de pointe |
| 1 | Töss–Hauptbahnhof–Oberwinterthur | 6 min, 11 trolleybus.                     |
| 2 | Wülflingen–Hauptbahnhof–Seen     | 6 min, 11 trolleybus.                     |
| 3 | Rosenberg–Hauptbahnhof–Oberseen  | 7,5 min, 9 trolleybus.                    |

## Annexe